# Seznam královských měst v Čechách, na Moravě a ve Slezsku

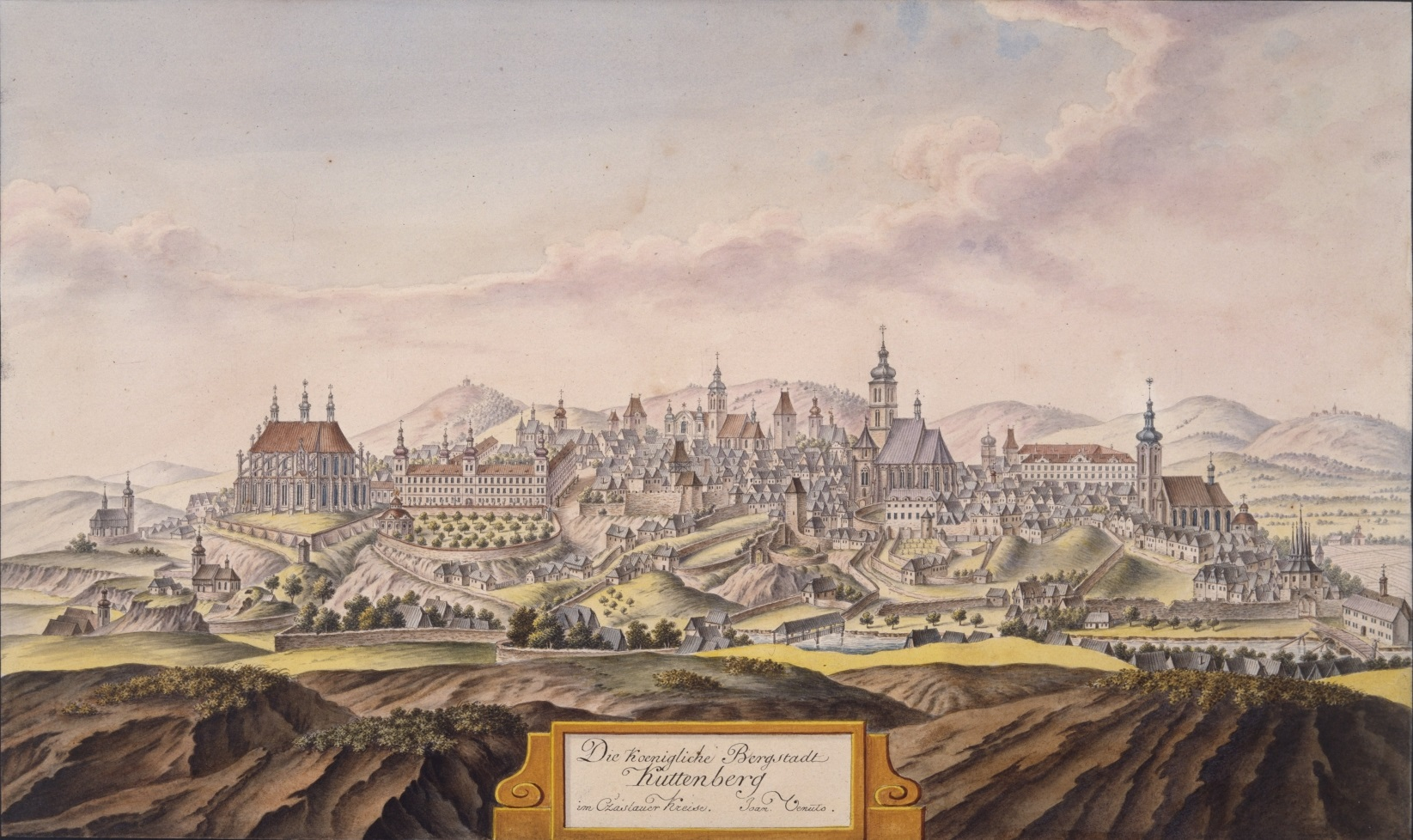
Královské horní město Kutná Hora. Kresba Jana Antonína Venuta z roku 1815.

Toto je seznam královských (zeměpanských) měst v Království českém včetně Kladska, Markrabství moravském a na pozdějším území Vévodství slezského. Seznam je řazen podle historických zemí chronologicky podle roku jejich povýšení na královské město.

## Čechy
- Hradec Králové 1225
- Litoměřice 1228–1230
- Staré Město pražské 1235–1245
- Stříbro 1240
- Loket 1240–1253
- Žatec 1249, určitě 30. listopadu 1265
- Cheb před 1250
- Písek 1256
- Kolín 1253–1261
- Kouřim 1253–1261
- Most před 1257
- Menší Město pražské 1257
- Čáslav asi 1260
- Chrudim asi 1260
- Klatovy před 1260
- Vysoké Mýto asi 1260
- Ústí nad Labem asi 1260
- Louny po 1260
- Kadaň před 1261
- Domažlice asi 1262
- České Budějovice 1265
- Polička 1265
- Beroun 1265?
- Chotěboř 1265–1278
- Ostrov 1269
- Tachov 1253–1278
- Dvůr Králové 1253–1278
- Jaroměř 1253–1278
- Mělník 1253–1274
- Sušice 1273?
- Kutná Hora před 1276
- Nymburk 1275
- Plzeň 1295
- Slaný 1295-1305
- Nový Bydžov 1305, 1325 klesl mezi poddanská města (Vartenberkové)
- Vodňany 1337
- Nové Město pražské 1348
- Karlovy Vary 1370
- Dvůr Králové 1399
- Trutnov 1399
- Jílové u Prahy asi 1350
- Tábor 1437
- Nový Knín 1437
- Český Brod 1437
- Velvary 1482
- Nový Bydžov vykoupil se z poddanství 1569, 1593 věnné město
- Rokycany povýšeny 1584
- Rakovník povýšen 1588
- Mladá Boleslav vykoupila se z poddanství 1595
- Pelhřimov vykoupil se z poddanství 1572, na královské město povýšen 1596
- Hradčany povýšeny Rudolfem II. 1598
- Loket vykoupil se 1598
- Chomutov vykoupil se 1605
- Týn nad Vltavou 1609
- Prachatice 1609
- Havlíčkův Brod 1637

## Kladské hrabství
- Kladsko (Glatz)
- Landek (Landeck, 1336)
- Kladská Bystřice (Habelschwerdt, 1319[2])
- Hrádek (Wünschelburg)

## Morava
- Uničov 1213
- Znojmo 1226
- Jemnice asi před 1227, roku 1530 klesla mezi poddanská města
- Hodonín asi 1228
- Bzenec 1231
- Brno 1238, 1240
- Přerov 28. ledna 1256
- Olomouc 1253
- Jihlava 1253
- Uherské Hradiště 13. listopadu 1257
- Litovel 1270, do roku 1623
- Uherský Brod 1272–1509
- Ivančice
- Jevíčko
- Podivín

## Slezsko
- Bruntál 1223 (založen Vladislavem Jindřichem, později klesl mezi poddanská)
- Opava před 1224
- Krnov